# Microdrosophila mamaru
Microdrosophila mamaru är en tvåvingeart som först beskrevs av Burla 1954.  Microdrosophila mamaru ingår i släktet Microdrosophila och familjen daggflugor.
Artens utbredningsområde är Elfenbenskusten. Inga underarter finns listade i Catalogue of Life.